# نیروی حمله
نیروی حمله (به انگلیسی: Attack Force) یک فیلم اکشن آمریکایی محصول سال ۲۰۰۶ به کارگردانی مایکل کوش با بازی استیون سیگال است.این فیلم در تاریخ ۵ دسامبر ۲۰۰۶ به صورت فیلم ویدئویی در ایالات متحده آمریکا منتشر شد. 

## تولید
فیلم‌برداری در بخارست رومانی از ۷ ژانویه تا ۸ مارس ۲۰۰۶ انجام شد.

## بازیگران
- استیون سیگال در نقش مارشال لاوسون
- لیزا لوبوند در نقش تیا
- دیوید کندی در نقش دوئین
- دنی وب
- متی چمبرز
- ولاد کوادا
- آدم کراسدل
- فلورین قیمپو در نقش گردشگر
- ولادیماکب در نقش نماینده تیا
- ایلیان لزاروک در نقش ملکه
- سید نجم در نقش هیتمن گارد
- دنیل پیسیکا در نقش سرباز